# Borstkolf
Een borstkolf wordt gebruikt om moedermelk uit een borst te kolven. Een moeder doet dit mogelijk om haar melkproductie goed op gang te brengen, om een voorraad gekolfde moedermelk op te bouwen of als zij bijvoorbeeld door werk of scholing van haar kind gescheiden is.
Er zijn verschillende typen borstkolven: borstkolven die handmatig aangedreven worden (handkolven) en kolven met een motortje. Welke kolf het meest geschikt is, hangt af van de individuele situatie van de moeder.

## Handkolf

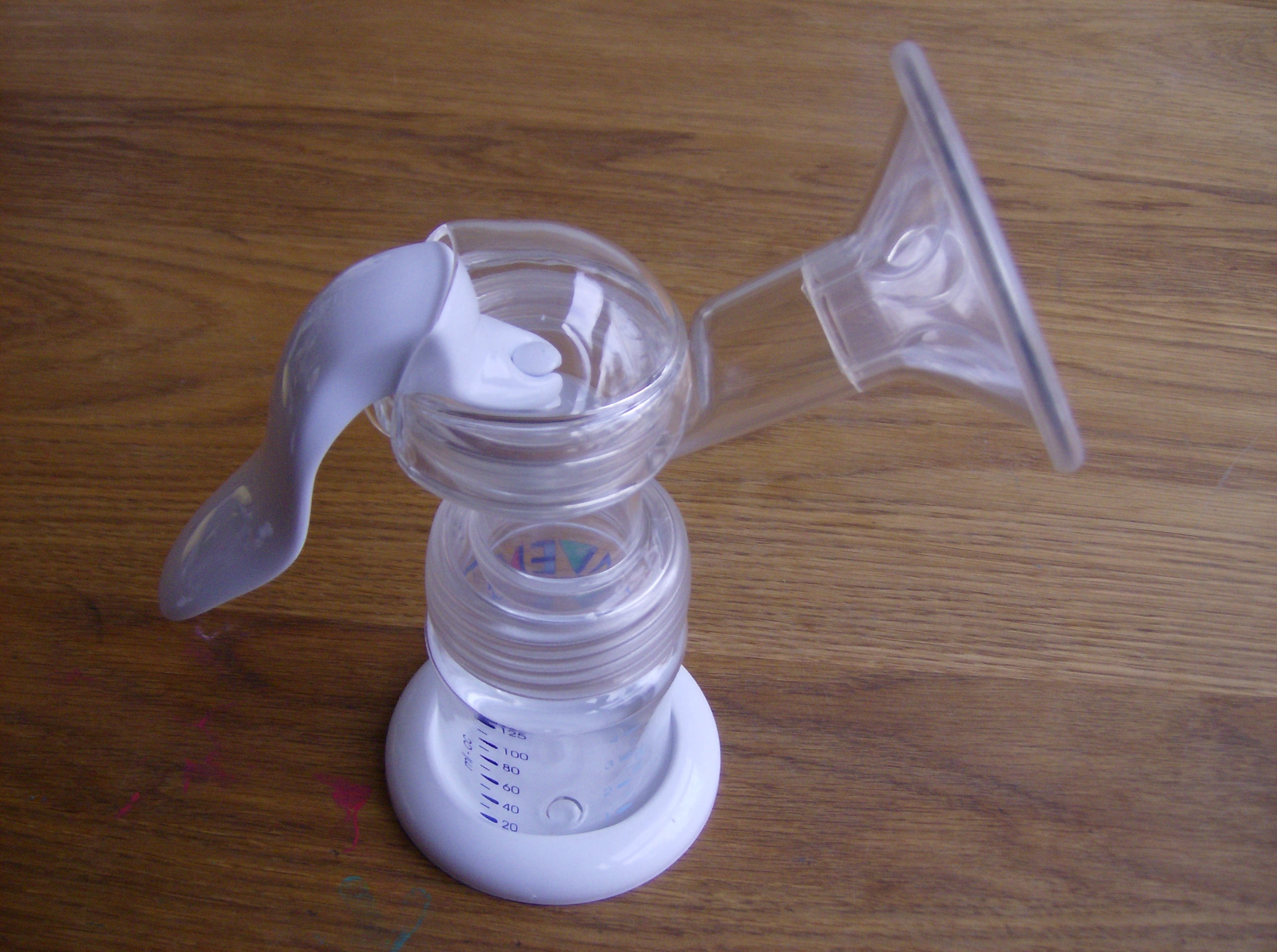
Borstkolf AVENT Isis

Een handkolf kan het best gebruikt worden als de moeder niet dagelijks hoeft te kolven. Een handkolf kan bijvoorbeeld gebruikt worden wanneer een moeder een avond weggaat zonder haar baby, of om een andere reden incidenteel een gemiste voeding af moet kolven. Een handkolf is niet geschikt voor moeders die regelmatig of intensief moeten kolven. Ook kan een handkolf absoluut niet gebruikt worden om de borstvoeding op gang te brengen.
Er zijn veel verschillende soorten handkolven. Sommige werken met een piston- oftewel zuigertechniek, waarbij er handmatig een zuiger uitgetrokken wordt om zo een vacuüm op te bouwen. Andere handkolven hebben een hendel waarop geduwd of waarin geknepen wordt om het vacuüm op te bouwen. Deze laatste soort heeft bij veel moeders de voorkeur. Ze zijn veel gebruiksvriendelijker dan handkolven waarbij een zuiger uitgetrokken moet worden en kunnen met één hand gebruikt worden.

## Elektrische kolf

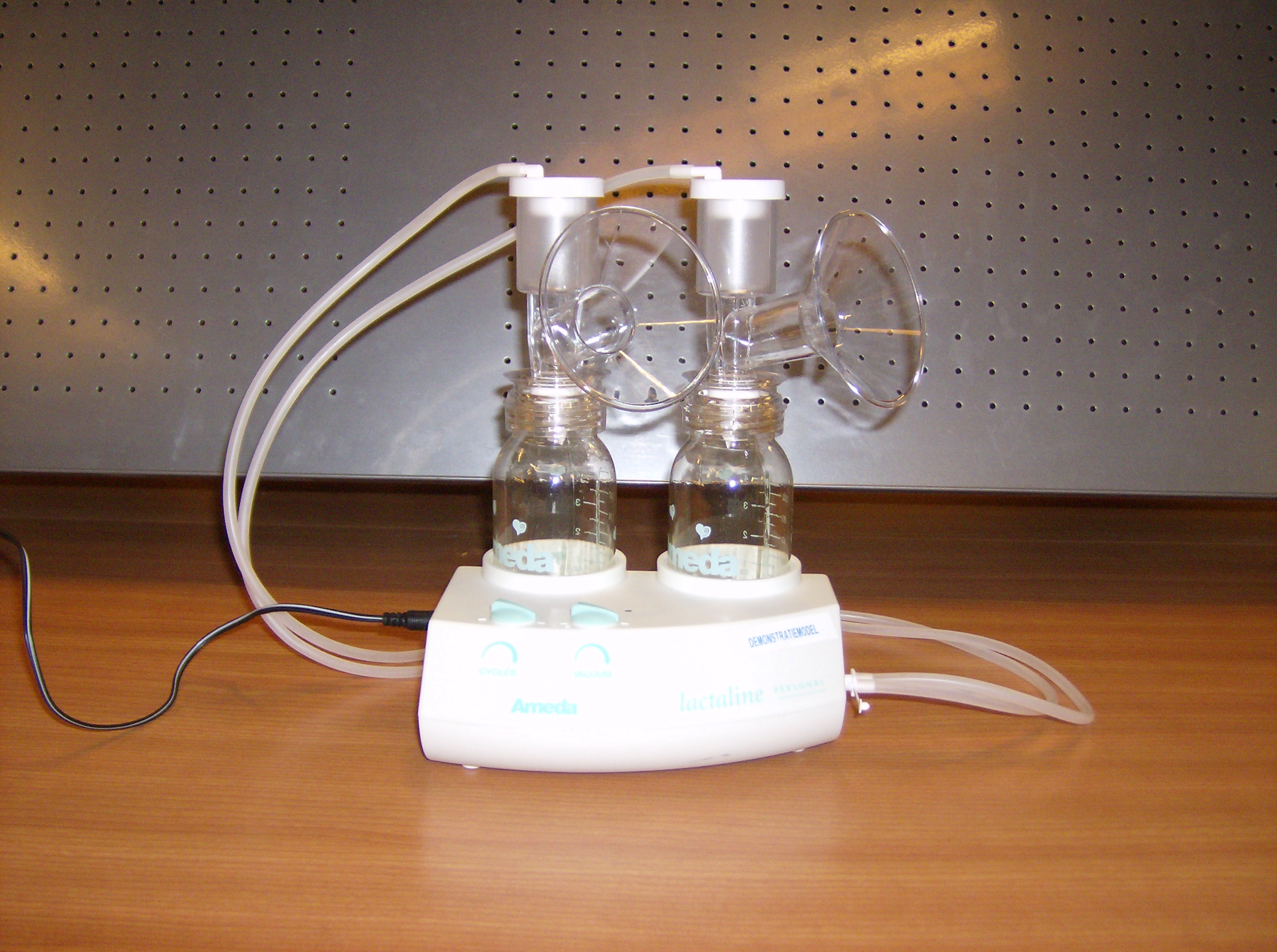
Borstkolf Ameda Lactaline Personal

Elektrische kolven hebben een motortje en zijn er ook in verschillende soorten. Ze variëren van simpele kolven die één borst tegelijk kolven tot geavanceerde kolfapparaten waarbij er twee borsten tegelijk gekolfd kunnen worden (wat beter is voor de melkproductie) en die zelfs geschikt zijn om de borstvoeding op gang te brengen en te gebruiken in de kraamtijd.
De simpelere of oudere modellen hebben vaak een instelbaar vacuüm, maar het aantal zuigcycli per minuut kan niet ingesteld worden. Ook maken sommige kolfjes die al wat langer op de markt zijn een duidelijk hoorbaar geluid. Deze kolven worden aangeraden voor incidenteel tot regelmatig gebruik, bijvoorbeeld wanneer een moeder na de geboorte van haar kind parttime gaat werken.
Nieuwere modellen zijn vaak ware technische kunststukjes. Ze hebben verschillende standen, of fases, voor het opwekken van de toeschietreflex (het op gang brengen van de melkstroom) en het daarna zo effectief mogelijk afkolven van de melk. Ook zijn ze vaak nagenoeg stil. De combinatie van deze factoren ervaren veel moeders als zeer positief. In deze categorie zijn er kolven die gebruikt kunnen worden voor incidenteel tot regelmatig gebruik, maar ook kolven die gebruikt kunnen worden voor intensief gebruik. Bij intensief kolven kan men denken aan een fulltimebaan of het af moeten kolven van alle voedingen omdat de baby niet aan de borst kan drinken.

## Het op gang brengen van de melkproductie

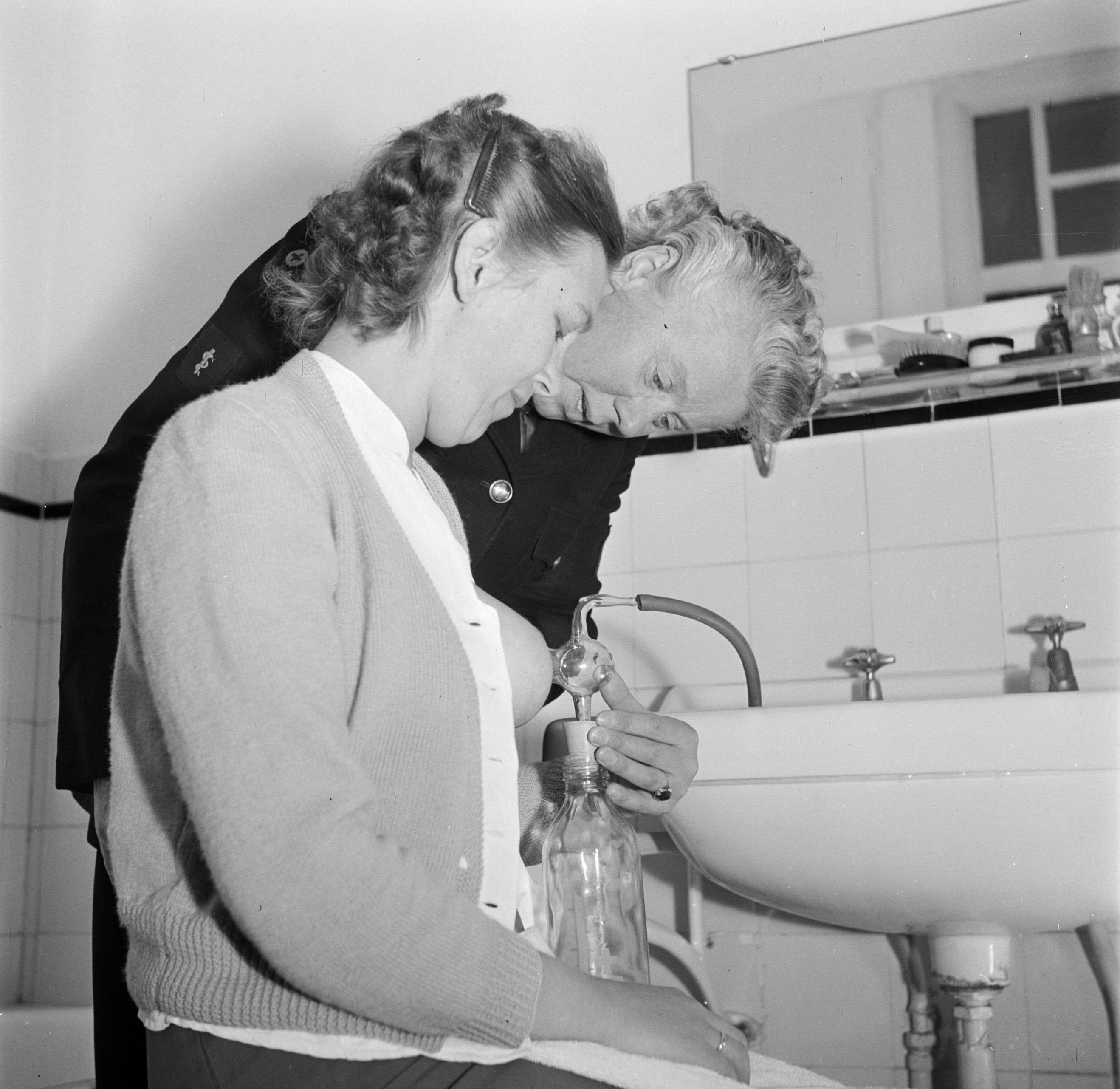
Borstpomp Rode Kruis (1954)

Soms kiest een vrouw ervoor om de melkproductie op gang te brengen door te kolven. Dit kan bijvoorbeeld zijn omdat de baby te zwak is om effectief aan de borst te drinken of omdat zij bepaalde geneesmiddelen moet gebruiken. In het algemeen zijn borstkolven die gekocht kunnen worden in deze situatie niet geschikt. Het wordt daarom aangeraden om een professionele borstkolf te huren.
Kolven die geschikt zijn om de melkproductie op gang te brengen en in de kraamtijd te gebruiken kunnen vaak alleen gehuurd worden. Dit zijn professionele kolven die ook in ziekenhuizen gebruikt worden en die speciaal gemaakt zijn om door verschillende moeders gebruikt te kunnen worden. Zo kan er niet per ongeluk moedermelk in de motor terechtkomen (geen kans op besmetting via de borstkolf) en is de motor van een dergelijke pomp gemaakt om veel draaiuren te kunnen maken. De werking van de kolf is zo geavanceerd en zo genuanceerd af te stellen dat deze geschikt is om de borstvoeding mee op gang te brengen. Iedere moeder gebruikt een eigen afkolfset, die op de kolf aangesloten wordt. Het feit dat er geen moedermelk in de motor terecht kan komen en het gebruik van een eigen afkolfset garandeert hygiënisch gebruik.

## Hygiëne, schoonmaken en steriliseren
Als een moeder thuis of op haar werk kolft voor een gezond kind ouder dan vier weken, kan zij na het afkolven haar borstkolf met koud water afspoelen en eens per etmaal de borstkolf in een heet sopje of in een vaatwasser afwassen. Zij kan daarna haar borstkolf eventueel uitkoken in een pan water of steriliseren. Als zij de moedermelk binnen 48 uur aan haar kind geeft, is het voldoende om de borstkolf een keer per week uit te koken of te steriliseren. Als een kind jonger is dan vier weken, ziek of opgenomen in het ziekenhuis is, kunnen andere richtlijnen gelden.
Kolven bevatten vaak onderdelen die niet goed gesteriliseerd kunnen worden. Elektrische kolven kunnen bijvoorbeeld een open motor hebben, waar per ongeluk en soms zelf ongemerkt moedermelk of andere lichaamseigen vloeistoffen in terecht kunnen komen. Dit geldt niet voor huurkolven of de kolven die in ziekenhuizen worden gebruikt. Bij gebruik door een andere moeder kunnen bijvoorbeeld spruw, borstontsteking of andere ziektes worden overgebracht.
Bij een handkolf kunnen er door gebruik minuscule scheurtjes ontstaan in zachte onderdelen, waarin bij het steriliseren bacteriën of andere ziektekiemen kunnen achterblijven. De kans op besmetting via een handkolf is wel beduidend kleiner. Zelfs wanneer de vorige gebruikster niet merkbaar ziek is geweest tijdens het gebruik van de kolf is het gebruiken van een tweedehands kolf niet volledig veilig. Het is immers mogelijk dat het immuunsysteem van de eerste gebruikster anders is dan dat van de tweede gebruikster. Ziektekiemen die door het immuunsysteem van de eerste gebruikster onderdrukt werden, kunnen de tweede gebruikster wel ziek maken.
Ook valt niet te zeggen hoeveel uren een kolf al gebruikt is en of er geen kolf gekocht wordt die binnen een korte tijd versleten zal zijn.